# Bartholomäus Wagner

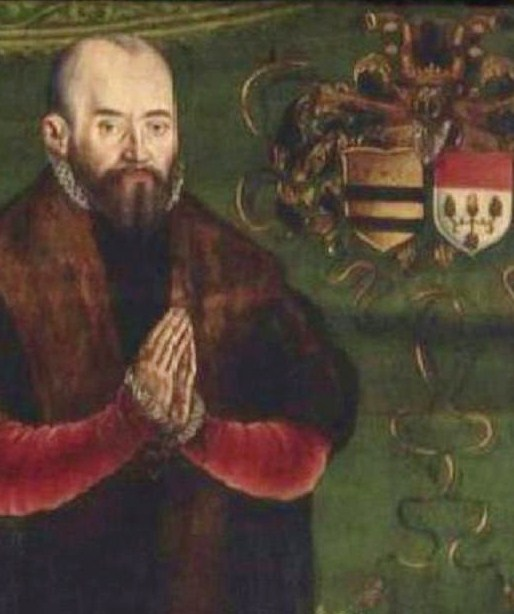
Bartholomäus Wagner
(Detail vom Epitaph 1571)

Bartholomäus Wagner (* um 1520 in Königsberg; † 15. Mai 1571 in Danzig) war ein deutscher Mathematiker und Mediziner.

## Leben
1536 erscheint Wagner in den Matrikeln der Universität Frankfurt (Oder), wo er nach einem Studium der Artes Liberalis unter dem Dekanat von Christoph Corner am 16. Juli 1541 den akademischen Grad eines Magisters der Philosophie erworben hatte und 1543 in den Senat der philosophischen Fakultät aufgenommen wurde. Im September 1544 schrieb er sich in die Matrikel der Universität Wittenberg ein. In Wittenberg trat er in Kontakt mit Philipp Melanchthon, der ihn in einem Schreiben vom 1. Mai 1546 an Veit Dietrich empfiehlt und ihn wegen einer drohenden Erblindung zu Johann Magenbuch und den Nürnberger Ärzten reisen lässt.
1545/46 wurde er der erste Professor der Mathematik an der Universität Königsberg, im Sommersemester 1549 Dekan der dortigen philosophischen Fakultät und 1551 Rektor der Alma Mater. 1553 wurde er aufgrund des Osiandrischen Streits in Königsberg entlassen. Dann verlieren sich seine Spuren. Nachdem er zum Doktor der Medizin promoviert wurde, ging er 1562 nach Danzig. Hier wurde er Stadtphysikus und wirkte in dieser Eigenschaft bis zu seinem Lebensende. 1564 ließ er eine Schrift über die Pest erscheinen. Nach seinem Tod errichtete man ihm in der Danziger Marienkirche ein Epitaph, welches aus einem vierteiligen Gemälde besteht, dessen Hauptteil die Auferstehung Christi und darunter des Stifterehepaar mit seinem Allianzwappen darstellt. Das Epitaph befindet sich heute im Nationalmuseum von Danzig.

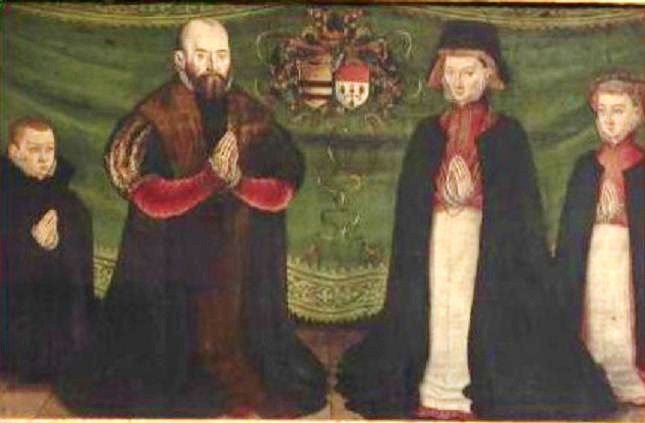
Bartholomäus Wagner und Familie (Detail vom Epitaph 1571)

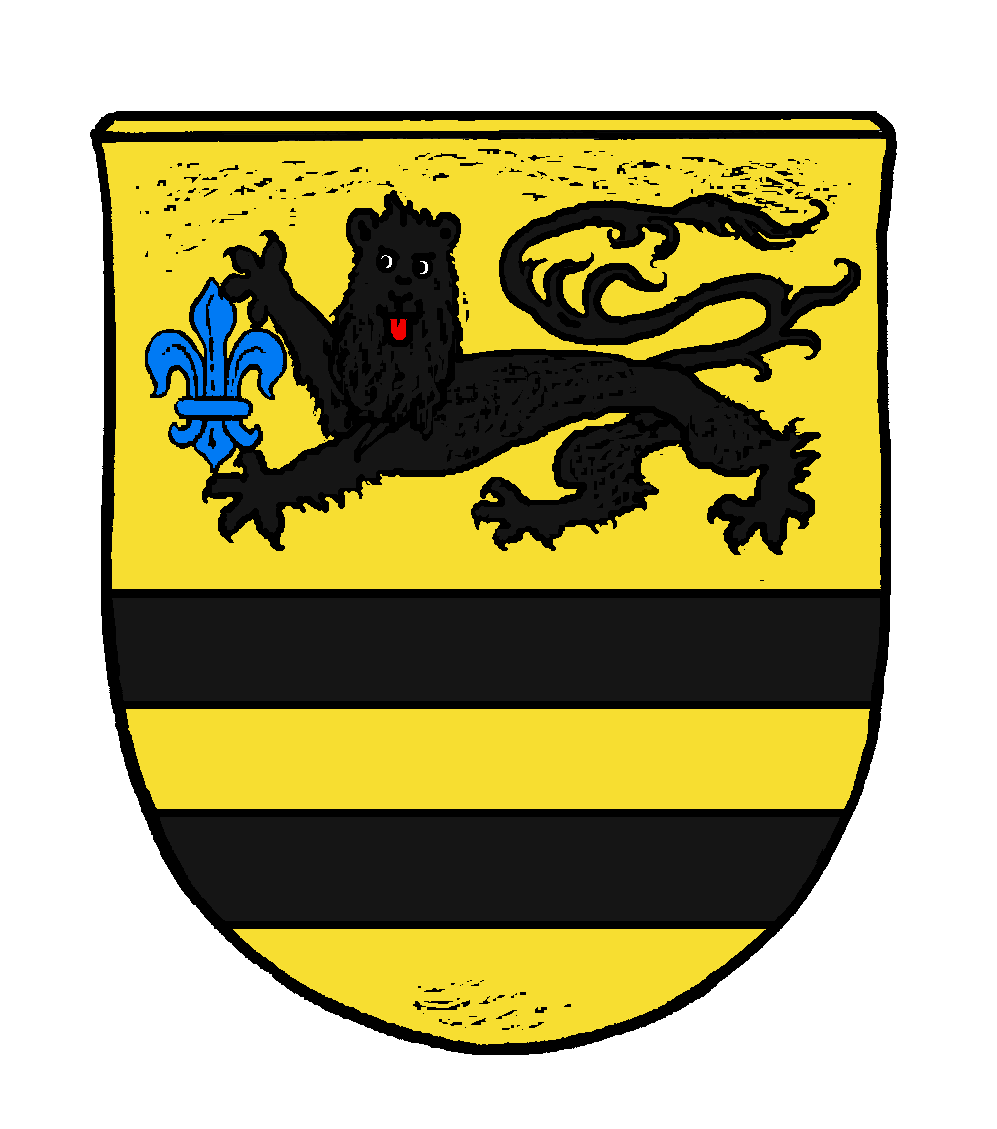
Wappen des Königsberger Patriziergeschlechts Wagner, wie es ähnlich an Bartholomäus Wagners Epitaph von 1571 dargestellt ist und wie es der Sohn 1586 führte
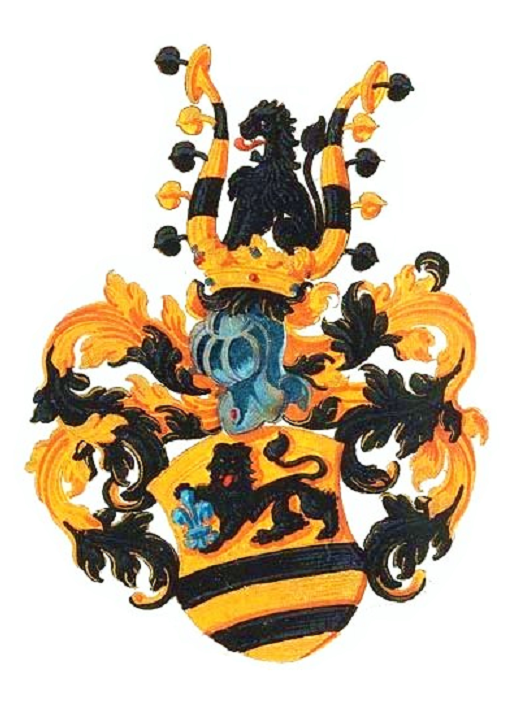
Wappen, wie es der gleichnamige Sohn (1563–1617) 1586 in das Stammbuch des Danziger Kaufmanns und seit 1612 Bürgermeisters Junker Johann Speimann von der Speie (1563–1625) eintragen ließ
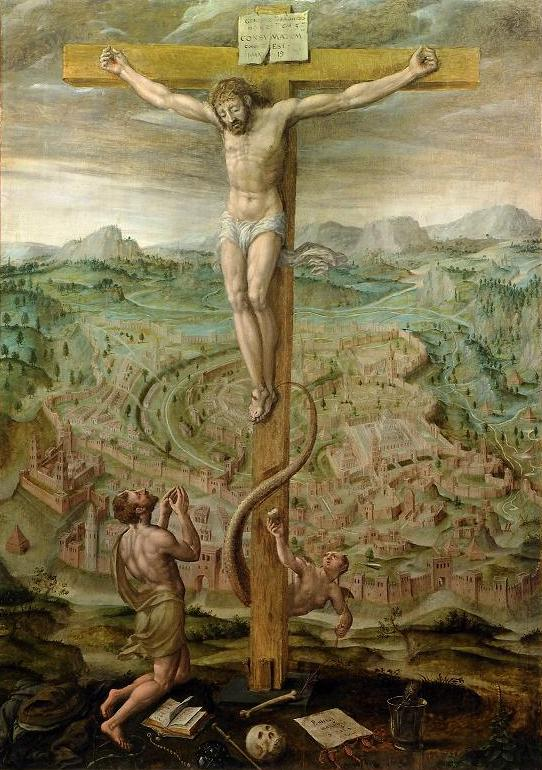
Im Auftrag von Bartholomäus Wagner sowie der Brüder Johann Adrian und Nicolas van der Linde gemalt von Hans Vredeman de Vries